# Cameo (Band)/Diskografie
Diese Diskografie ist eine Übersicht über die musikalischen Werke der US-amerikanischen Funk- und R&B-Band Cameo. Den Schallplattenauszeichnungen zufolge hat sie bisher mehr als 5,9 Millionen Tonträger verkauft, davon alleine in ihrer Heimat über fünf Millionen. Ihre erfolgreichste Veröffentlichung ist das Album Word Up! mit über 1,1 Millionen verkauften Einheiten.

## Alben

### Studioalben
| Jahr | Titel Musiklabel                                        | Höchstplatzierung, Gesamtwochen, AuszeichnungChartplatzierungen (Jahr, Titel, Musiklabel, Platzierungen, Wochen, Auszeichnungen, Anmerkungen) | Höchstplatzierung, Gesamtwochen, AuszeichnungChartplatzierungen (Jahr, Titel, Musiklabel, Platzierungen, Wochen, Auszeichnungen, Anmerkungen) | Höchstplatzierung, Gesamtwochen, AuszeichnungChartplatzierungen (Jahr, Titel, Musiklabel, Platzierungen, Wochen, Auszeichnungen, Anmerkungen) | Höchstplatzierung, Gesamtwochen, AuszeichnungChartplatzierungen (Jahr, Titel, Musiklabel, Platzierungen, Wochen, Auszeichnungen, Anmerkungen) | Höchstplatzierung, Gesamtwochen, AuszeichnungChartplatzierungen (Jahr, Titel, Musiklabel, Platzierungen, Wochen, Auszeichnungen, Anmerkungen) | Höchstplatzierung, Gesamtwochen, AuszeichnungChartplatzierungen (Jahr, Titel, Musiklabel, Platzierungen, Wochen, Auszeichnungen, Anmerkungen) | Anmerkungen                                                        |
| Jahr | Titel Musiklabel                                        | DE | AT | CH | UK | US | R&B | Anmerkungen                                                        |
| ---- | ------------------------------------------------------- | --- | --- | --- | --- | --- | --- | ------------------------------------------------------------------ |
| 1977 | Cardiac Arrest Chocolate City Records                   | — | — | — | — | US116 (15 Wo.)US | R&B16 (25 Wo.)R&B | Erstveröffentlichung: 29. Juni 1977 Produzent: Larry Blackmon      |
| 1978 | We All Know Who We Are Chocolate City Records           | — | — | — | — | US58 (23 Wo.)US | R&B15 (25 Wo.)R&B | Erstveröffentlichung: 2. Januar 1978 Produzent: Larry Blackmon     |
| 1978 | Ugly Ego Chocolate City Records                         | — | — | — | — | US83 (15 Wo.)US | R&B16 (17 Wo.)R&B | Erstveröffentlichung: 25. September 1978 Produzent: Larry Blackmon |
| 1979 | Secret Omen Chocolate City Records                      | — | — | — | — | US46 Gold · (21 Wo.)US | R&B4 (34 Wo.)R&B | Erstveröffentlichung: 25. Juni 1979 Produzent: Larry Blackmon      |
| 1980 | Cameosis Chocolate City Records                         | — | — | — | — | US25 Gold · (26 Wo.)US | R&B1 (29 Wo.)R&B | Erstveröffentlichung: 24. April 1980 Produzent: Larry Blackmon     |
| 1980 | Feel Me Chocolate City Records                          | — | — | — | — | US44 Gold · (17 Wo.)US | R&B6 (37 Wo.)R&B | Erstveröffentlichung: 6. Oktober 1980 Produzent: Larry Blackmon    |
| 1981 | Knights of the Sound Table Chocolate City Records       | — | — | — | — | US44 Gold · (13 Wo.)US | R&B2 (24 Wo.)R&B | Erstveröffentlichung: 18. Mai 1981 Produzent: Larry Blackmon       |
| 1982 | Alligator Woman Chocolate City Records                  | — | — | — | — | US23 Gold · (24 Wo.)US | R&B6 (32 Wo.)R&B | Erstveröffentlichung: 22. März 1982 Produzent: Larry Blackmon      |
| 1983 | Style Atlanta Artists                                   | — | — | — | — | US53 (12 Wo.)US | R&B14 (22 Wo.)R&B | Erstveröffentlichung: 11. April 1983 Produzent: Larry Blackmon     |
| 1984 | She’s Strange Atlanta Artists                           | — | — | — | — | US27 Gold · (24 Wo.)US | R&B1 (32 Wo.)R&B | Erstveröffentlichung: 16. Januar 1984 Produzent: Larry Blackmon    |
| 1985 | Single Life Atlanta Artists                             | — | — | — | UK66 (12 Wo.)UK | US58 Gold · (27 Wo.)US | R&B2 (33 Wo.)R&B | Erstveröffentlichung: 17. Juni 1985 Produzent: Larry Blackmon      |
| 1986 | Word Up! Atlanta Artists                                | DE34 (9 Wo.)DE | — | CH30 (1 Wo.)CH | UK7 Gold · (34 Wo.)UK | US8 Platin · (54 Wo.)US | R&B1 (52 Wo.)R&B | Erstveröffentlichung: 9. September 1986 Produzent: Larry Blackmon  |
| 1988 | Machismo Atlanta Artists                                | — | — | — | UK86 (1 Wo.)UK | US56 Gold · (19 Wo.)US | R&B10 (35 Wo.)R&B | Erstveröffentlichung: 17. Oktober 1988 Produzent: Larry Blackmon   |
| 1990 | Real Men … Wear Black Atlanta Artists                   | — | — | — | — | US84 (8 Wo.)US | R&B18 (18 Wo.)R&B | Erstveröffentlichung: 11. Februar 1990 Produzent: Larry Blackmon   |
| 1994 | In the Face of Funk Way Too Funky / Raging Bull Records | — | — | — | — | — | R&B83 (4 Wo.)R&B | Erstveröffentlichung: 18. Oktober 1994 Produzent: Larry Blackmon   |
| 2000 | Sexy Sweet Thing Private I Records / Universal          | — | — | — | — | — | R&B64 (12 Wo.)R&B | Erstveröffentlichung: 18. April 2000 Produzent: Larry Blackmon     |

grau schraffiert: keine Chartdaten aus diesem Jahr verfügbar
Weitere Alben
- 1991: Emotional Violence (Reprise Records)

### Livealben
- 1996: Nasty (Intersound)
- 1998: Live: Word Up (Universal)
- 2003: Original Artist Hit List (Intersound)
- 2007: Nasty, Live & Funky (Prestige Records)
- 2007: Word Up! Greatest Hits – Live (Silver Star)
- 2007: Keep It Hot (Sheridan Square)

### Kompilationen
| Jahr | Titel Musiklabel              | Höchstplatzierung, Gesamtwochen, AuszeichnungChartplatzierungen (Jahr, Titel, Musiklabel, Platzierungen, Wochen, Auszeichnungen, Anmerkungen) | Höchstplatzierung, Gesamtwochen, AuszeichnungChartplatzierungen (Jahr, Titel, Musiklabel, Platzierungen, Wochen, Auszeichnungen, Anmerkungen) | Höchstplatzierung, Gesamtwochen, AuszeichnungChartplatzierungen (Jahr, Titel, Musiklabel, Platzierungen, Wochen, Auszeichnungen, Anmerkungen) | Höchstplatzierung, Gesamtwochen, AuszeichnungChartplatzierungen (Jahr, Titel, Musiklabel, Platzierungen, Wochen, Auszeichnungen, Anmerkungen) | Höchstplatzierung, Gesamtwochen, AuszeichnungChartplatzierungen (Jahr, Titel, Musiklabel, Platzierungen, Wochen, Auszeichnungen, Anmerkungen) | Höchstplatzierung, Gesamtwochen, AuszeichnungChartplatzierungen (Jahr, Titel, Musiklabel, Platzierungen, Wochen, Auszeichnungen, Anmerkungen) | Anmerkungen                                                                   |
| Jahr | Titel Musiklabel              | DE | AT | CH | UK | US | R&B | Anmerkungen                                                                   |
| ---- | ----------------------------- | --- | --- | --- | --- | --- | --- | ----------------------------------------------------------------------------- |
| 1993 | Best of Cameo Mercury Records | — | — | — | — | — | R&B44 (19 Wo.)R&B | Erstveröffentlichung: 18. Mai 1993 Produzenten: Larry Blackmon, Harry Weinger |

Weitere Kompilationen
- 1992: Shake Your Pants (Polygram)
- 1996: The Best of Cameo, Volume 2 (Mercury Records)
- 1998: Best of Cameo (PolyGram)
- 1998: The Ballads Collection (Mercury Records)
- 1998: Greatest Hits (Mercury Records)
- 1998: The Hits Collection
- 1999: 12" Collection and More (Mercury Records)
- 2000: The Hits Collection (Mercury Records)
- 2002: Anthology (Mercury Records)
- 2003: Classic Cameo (Mercury Records)
- 2004: The Best of Cameo (Collectables Records)
- 2006: The Definitive Collection (Mercury Records)
- 2013: Word Up! The Ultimate Collection (Spectrum Music)

## Singles
| Jahr | Titel Album                                     | Höchstplatzierung, Gesamtwochen, AuszeichnungChartplatzierungen (Jahr, Titel, Album, Platzierungen, Wochen, Auszeichnungen, Anmerkungen) | Höchstplatzierung, Gesamtwochen, AuszeichnungChartplatzierungen (Jahr, Titel, Album, Platzierungen, Wochen, Auszeichnungen, Anmerkungen) | Höchstplatzierung, Gesamtwochen, AuszeichnungChartplatzierungen (Jahr, Titel, Album, Platzierungen, Wochen, Auszeichnungen, Anmerkungen) | Höchstplatzierung, Gesamtwochen, AuszeichnungChartplatzierungen (Jahr, Titel, Album, Platzierungen, Wochen, Auszeichnungen, Anmerkungen) | Höchstplatzierung, Gesamtwochen, AuszeichnungChartplatzierungen (Jahr, Titel, Album, Platzierungen, Wochen, Auszeichnungen, Anmerkungen) | Höchstplatzierung, Gesamtwochen, AuszeichnungChartplatzierungen (Jahr, Titel, Album, Platzierungen, Wochen, Auszeichnungen, Anmerkungen) | Höchstplatzierung, Gesamtwochen, AuszeichnungChartplatzierungen (Jahr, Titel, Album, Platzierungen, Wochen, Auszeichnungen, Anmerkungen) | Anmerkungen | [↑]: gemeinsam behandelt mit vorhergehendem Eintrag; [←]: in beiden Charts platziert |
| Jahr | Titel Album                                     | DE | AT | CH | UK | US | R&B | Dance | Anmerkungen |                                                                                      |
| ---- | ----------------------------------------------- | --- | --- | --- | --- | --- | --- | --- | --- | ------------------------------------------------------------------------------------ |
| 1977 | Rigor Mortis Cardiac Arrest                     | — | — | — | — | — | R&B33 (18 Wo.)R&B | — | Erstveröffentlichung: Januar 1977 Autoren: Larry Blackmon, Arnett Leftenant, Nathan Leftenant                                                                   |                                                                                      |
| 1977 | Post Mortem Cardiac Arrest                      | — | — | — | — | — | R&B70 (7 Wo.)R&B | — | Erstveröffentlichung: Juni 1977 Autoren: Larry Blackmon, Gregory Johnson                                                                                        |                                                                                      |
| 1977 | Funk Funk Cardiac Arrest                        | — | — | — | — | — | R&B20 (15 Wo.)R&B | — | Erstveröffentlichung: August 1977 Autor: Larry Blackmon |                                                                                      |
| 1978 | It’s Serious We All Know Who We Are             | — | — | — | — | — | R&B21 (15 Wo.)R&B | Dance29 (5 Wo.)Dance | Erstveröffentlichung: 24. März 1978 Autoren: Larry Blackmon, Gregory Johnson                                                                                    |                                                                                      |
| 1978 | It’s Over We All Know Who We Are                | — | — | — | — | — | R&B60 (9 Wo.)R&B | — | Erstveröffentlichung: Juni 1978 Autoren: Larry Blackmon, Nathan Leftenant, Tomi Jenkins                                                                         |                                                                                      |
| 1978 | Insane Ugly Ego                                 | — | — | — | — | — | R&B17 (11 Wo.)R&B | — | Erstveröffentlichung: Dezember 1978 Autor: Larry Blackmon |                                                                                      |
| 1979 | Give Love a Chance Ugly Ego                     | — | — | — | — | — | R&B76 (5 Wo.)R&B | — | Erstveröffentlichung: März 1979 Autoren: Larry Blackmon, Anthony Lockett                                                                                        |                                                                                      |
| 1979 | I Just Want to Be Secret Omen                   | — | — | — | — | — | R&B3 (22 Wo.)R&B | Dance52 (11 Wo.)Dance | Erstveröffentlichung: Juni 1979 Autoren: Larry Blackmon, Gregory Johnson                                                                                        |                                                                                      |
| 1979 | Sparkle Secret Omen                             | — | — | — | — | — | R&B10 (20 Wo.)R&B | — | Erstveröffentlichung: Oktober 1979 Autoren: Larry Blackmon, Anthony Lockett                                                                                     |                                                                                      |
| 1980 | We’re Goin’ Out Tonight Cameosis                | — | — | — | — | — | R&B11 (15 Wo.)R&B | — | Erstveröffentlichung: April 1980 Autoren: Larry Blackmon, Nathan Leftenant, Tomi Jenkins                                                                        |                                                                                      |
| 1980 | Cameosis                                        | — | — | — | — | — | — | Dance57 (11 Wo.)Dance | Erstveröffentlichung: Juni 1980 B-Seite von On the One Autoren: Larry Blackmon, Aaron Mills                                                                     |                                                                                      |
| 1980 | Shake Your Pants Cameosis                       | — | — | — | — | — | R&B8 (14 Wo.)R&B[Dance: ↑] | Dance57 (11 Wo.)Dance | Erstveröffentlichung: Juli 1980 Autor: Larry Blackmon |                                                                                      |
| 1980 | Keep It Hot Feel Me                             | — | — | — | — | — | R&B4 (20 Wo.)R&B | Dance77 (10 Wo.)Dance | Erstveröffentlichung: Oktober 1980 Autoren: Larry Blackmon, Anthony Lockett                                                                                     |                                                                                      |
| 1981 | Feel Me                                         | — | — | — | — | — | R&B27 (12 Wo.)R&B | — | Erstveröffentlichung: Februar 1981 Autoren: Larry Blackmon, Anthony Lockett                                                                                     |                                                                                      |
| 1981 | Freaky Dancin’ Knights of the Sound Table       | — | — | — | — | — | R&B3 (19 Wo.)R&B | Dance45 (8 Wo.)Dance | Erstveröffentlichung: Mai 1981 Autoren: Larry Blackmon, Tomi Jenkins                                                                                            |                                                                                      |
| 1981 | I Like It Knights of the Sound Table            | — | — | — | — | — | R&B25 (11 Wo.)R&B | — | Erstveröffentlichung: August 1981 Autoren: Larry Blackmon, Thomas Campbell, Aaron Mills, Anthony Lockett                                                        |                                                                                      |
| 1982 | Just Be Yourself Alligator Woman                | — | — | — | — | — | R&B12 (15 Wo.)R&B | — | Erstveröffentlichung: März 1982 Autoren: Larry Blackmon, Charlie Singleton, Tomi Jenkins                                                                        |                                                                                      |
| 1982 | Flirt Alligator Woman                           | — | — | — | — | — | R&B10 (15 Wo.)R&B | — | Erstveröffentlichung: Mai 1982 Autoren: Larry Blackmon, Tomi Jenkins                                                                                            |                                                                                      |
| 1982 | Alligator Woman                                 | — | — | — | — | — | R&B54 (6 Wo.)R&B | — | Erstveröffentlichung: September 1982 Autoren: Larry Blackmon, Charlie Singleton, Tomi Jenkins                                                                   |                                                                                      |
| 1983 | Style                                           | — | — | — | — | — | R&B14 (11 Wo.)R&B | — | Erstveröffentlichung: April 1983 Autoren: Larry Blackmon, Charlie Singleton, Tomi Jenkins, Nathan Leftenant                                                     |                                                                                      |
| 1983 | Slow Movin’ Style                               | — | — | — | — | — | R&B47 (7 Wo.)R&B | — | Erstveröffentlichung: August 1983 Autoren: Larry Blackmon, Charlie Singleton, Tomi Jenkins, Nathan Leftenant                                                    |                                                                                      |
| 1984 | She’s Strange                                   | DE46 (12 Wo.)DE | — | — | UK22 (17 Wo.)UK | US47 (11 Wo.)US | R&B1 (20 Wo.)R&B | Dance25 (11 Wo.)Dance | Erstveröffentlichung: Februar 1984 Autoren: Larry Blackmon, Charlie Singleton, Tomi Jenkins, Nathan Leftenant                                                   |                                                                                      |
| 1984 | Talkin’ Out the Side of Your Neck She’s Strange | — | — | — | — | — | R&B21 (12 Wo.)R&B | — | Erstveröffentlichung: Mai 1984 Autoren: Larry Blackmon, Charlie Singleton, Tomi Jenkins, Nathan Leftenant                                                       |                                                                                      |
| 1984 | Hangin Downtown She’s Strange                   | — | — | — | — | — | R&B45 (7 Wo.)R&B | — | Erstveröffentlichung: August 1984 Autoren: Larry Blackmon, Charlie Singleton, Tomi Jenkins, Nathan Leftenant                                                    |                                                                                      |
| 1985 | Attack Me with Your Love Single Life            | — | — | — | UK65 (2 Wo.)UK | — | R&B3 (16 Wo.)R&B | Dance39 (3 Wo.)Dance | Erstveröffentlichung: Mai 1985 Autoren: Larry Blackmon, Kevin Kendricks                                                                                         |                                                                                      |
| 1985 | Single Life                                     | — | — | — | UK15 (10 Wo.)UK | — | R&B2 (16 Wo.)R&B | Dance26 (6 Wo.)Dance | Erstveröffentlichung: August 1985 Autoren: Larry Blackmon, Tomi Jenkins                                                                                         |                                                                                      |
| 1985 | A Good-Bye Single Life                          | — | — | — | UK65 (3 Wo.)UK | — | R&B76 (9 Wo.)R&B | — | Erstveröffentlichung: Dezember 1985 Autoren: Larry Blackmon, Nathan Leftenant                                                                                   |                                                                                      |
| 1986 | Word Up!                                        | DE3 (18 Wo.)DE | AT10 (16 Wo.)AT | CH13 (9 Wo.)CH | UK3 Gold · (17 Wo.)UK | US6 (21 Wo.)US | R&B1 (24 Wo.)R&B | Dance1 (14 Wo.)Dance | Erstveröffentlichung: 15. April 1986 Autoren: Larry Blackmon, Tomi Jenkins                                                                                      |                                                                                      |
| 1986 | Candy Word Up!                                  | — | — | — | UK27 Gold · (9 Wo.)UK | US21 (17 Wo.)US | R&B1 (16 Wo.)R&B | Dance10 (10 Wo.)Dance | Erstveröffentlichung: November 1986 Autoren: Larry Blackmon, Tomi Jenkins                                                                                       |                                                                                      |
| 1987 | Back and Forth Word Up!                         | — | — | — | UK11 (9 Wo.)UK | US50 (8 Wo.)US | R&B3 (15 Wo.)R&B | Dance6 (10 Wo.)Dance | Erstveröffentlichung: März 1987 Autoren: Larry Blackmon, Tomi Jenkins, Kevin Kendrick, Nathan Leftenant                                                         |                                                                                      |
| 1987 | She’s Mine Word Up!                             | — | — | — | UK35 (6 Wo.)UK | — | — | — | Erstveröffentlichung: September 1987 Autoren: Larry Blackmon, Antonio Matthews, Nathan Leftenant                                                                |                                                                                      |
| 1988 | You Make Me Work Machismo                       | — | — | — | UK74 (2 Wo.)UK | US85 (5 Wo.)US | R&B4 (15 Wo.)R&B | Dance45 (2 Wo.)Dance | Erstveröffentlichung: September 1988 Autor: Larry Blackmon |                                                                                      |
| 1988 | Skin I’m In Machismo                            | — | — | — | UK79 (1 Wo.)UK | — | R&B5 (17 Wo.)R&B | — | Erstveröffentlichung: Dezember 1988 Autor: Larry Blackmon |                                                                                      |
| 1989 | Pretty Girls Machismo                           | — | — | — | — | — | R&B52 (7 Wo.)R&B | — | Erstveröffentlichung: Mai 1989 Autoren: Larry Blackmon, Gregory Mangus                                                                                          |                                                                                      |
| 1990 | I Want It Now Real Men … Wear Black             | — | — | — | — | — | R&B5 (14 Wo.)R&B | — | Erstveröffentlichung: Mai 1990 Autoren: Larry Blackmon, Robert Smith, William Seth Allen                                                                        |                                                                                      |
| 1990 | Close Quarters Real Men … Wear Black            | — | — | — | — | — | R&B38 (9 Wo.)R&B | — | Erstveröffentlichung: August 1990 Autoren: Larry Blackmon, Robert Smith, William Seth Allen                                                                     |                                                                                      |
| 1992 | Emotional Violence                              | — | — | — | — | — | R&B47 (9 Wo.)R&B | — | Erstveröffentlichung: Februar 1992 Autoren: Larry Blackmon, Tomi Jenkins                                                                                        |                                                                                      |
| 1992 | That Kind of Guy Emotional Violence             | — | — | — | — | — | R&B53 (6 Wo.)R&B | — | Erstveröffentlichung: Mai 1992 Autoren: Larry Blackmon, Kevin Kendricks                                                                                         |                                                                                      |
| 1992 | Money Emotional Violence                        | — | — | — | — | — | — | Dance4 (12 Wo.)Dance | Erstveröffentlichung: Juni 1992 Autoren: Larry Blackmon, Charlie Singleton                                                                                      |                                                                                      |
| 1994 | Slyde In the Face of Funk                       | — | — | — | — | — | R&B57 (12 Wo.)R&B | — | Erstveröffentlichung: Dezember 1994 Autoren: Slave, Larry Blackmon                                                                                              |                                                                                      |
| 1995 | You Are My Love In the Face of Funk             | — | — | — | — | — | R&B99 (3 Wo.)R&B | — | Erstveröffentlichung: März 1995 Autor: Larry Blackmon |                                                                                      |
| 2001 | Loverboy Glitter                                | DE57 (4 Wo.)DE | AT65 (3 Wo.)AT | CH66 (4 Wo.)CH | UK12 (11 Wo.)UK | US2 (14 Wo.)US | R&B1 (17 Wo.)R&B | Dance45 (5 Wo.)Dance | Erstveröffentlichung: Juni 2001 Mariah Carey feat. Cameo enthält Samples aus Cameos Candy Autoren: Mariah Carey, Mary Ann Tatum, Larry Blackmon, Thomas Jenkins |                                                                                      |

Weitere Singles
- 1975: Find My Way
- 1980: On the One
- 1980: Is This the Way
- 1981: Don’t Be so Cool
- 1983: Can’t Help Falling in Love
- 1985: Cameo Megamix
- 1986: A Goodbye
- 1987: The Cameo Megamix Two
- 1988: In the Night
- 1992: Raw but Tasty
- 2002: Love Junkee (Dilla Vocal Remix) (DJ Cam feat. Cameo)
- 2003: Back n’ Forth (mit Dirti Byrd)

## Videoalben
- 1984: The Video Singles
- 1984: Came
- 1986: Videosingles
- 1987: Candy
- 1994: Word Up: Video
- 2004: The Best of Cameo

## Statistik

### Chartauswertung
|                     | DE    | CH    | UK    | US     | R&B      |
| ------------------- | ----- | ----- | ----- | ------ | -------- |
| Nummer-eins-Alben   | DE—DE | CH—CH | UK—UK | US—US  | R&B3R&B  |
| Top-10-Alben        | DE—DE | CH—CH | UK1UK | US1US  | R&B9R&B  |
| Alben in den Charts | DE1DE | CH1CH | UK3UK | US14US | R&B17R&B |

|                       | DE    | AT    | CH    | UK     | US    | R&B      | Dance        |
| --------------------- | ----- | ----- | ----- | ------ | ----- | -------- | ------------ |
| Nummer-eins-Singles   | DE—DE | AT—AT | CH—CH | UK—UK  | US—US | R&B4R&B  | Dance1Dance  |
| Top-10-Singles        | DE1DE | AT1AT | CH—CH | UK1UK  | US2US | R&B16R&B | Dance4Dance  |
| Singles in den Charts | DE3DE | AT2AT | CH2CH | UK11UK | US6US | R&B39R&B | Dance14Dance |

### Auszeichnungen für Musikverkäufe
| Goldene Schallplatte - Kanada - 1986: für die Single Word Up! |

Anmerkung: Auszeichnungen in Ländern aus den Charttabellen bzw. Chartboxen sind in ebendiesen zu finden.
| Land/RegionAuszeichnungen für Musikverkäufe (Land/Region, Auszeichnungen, Verkäufe, Quellen) | Gold       | Platin  | Verkäufe  | Quellen         |
| -------------------------------------------------------------------------------------------- | ---------- | ------- | --------- | --------------- |
| Kanada (MC)                                                                                  | Gold1      | —       | 50.000    | musiccanada.com |
| Vereinigte Staaten (RIAA)                                                                    | 8× Gold8   | Platin1 | 5.000.000 | riaa.com        |
| Vereinigtes Königreich (BPI)                                                                 | 3× Gold3   | —       | 900.000   | bpi.co.uk       |
| Insgesamt                                                                                    | 12× Gold12 | Platin1 |           |                 |